# St. Martini (Lenglern)

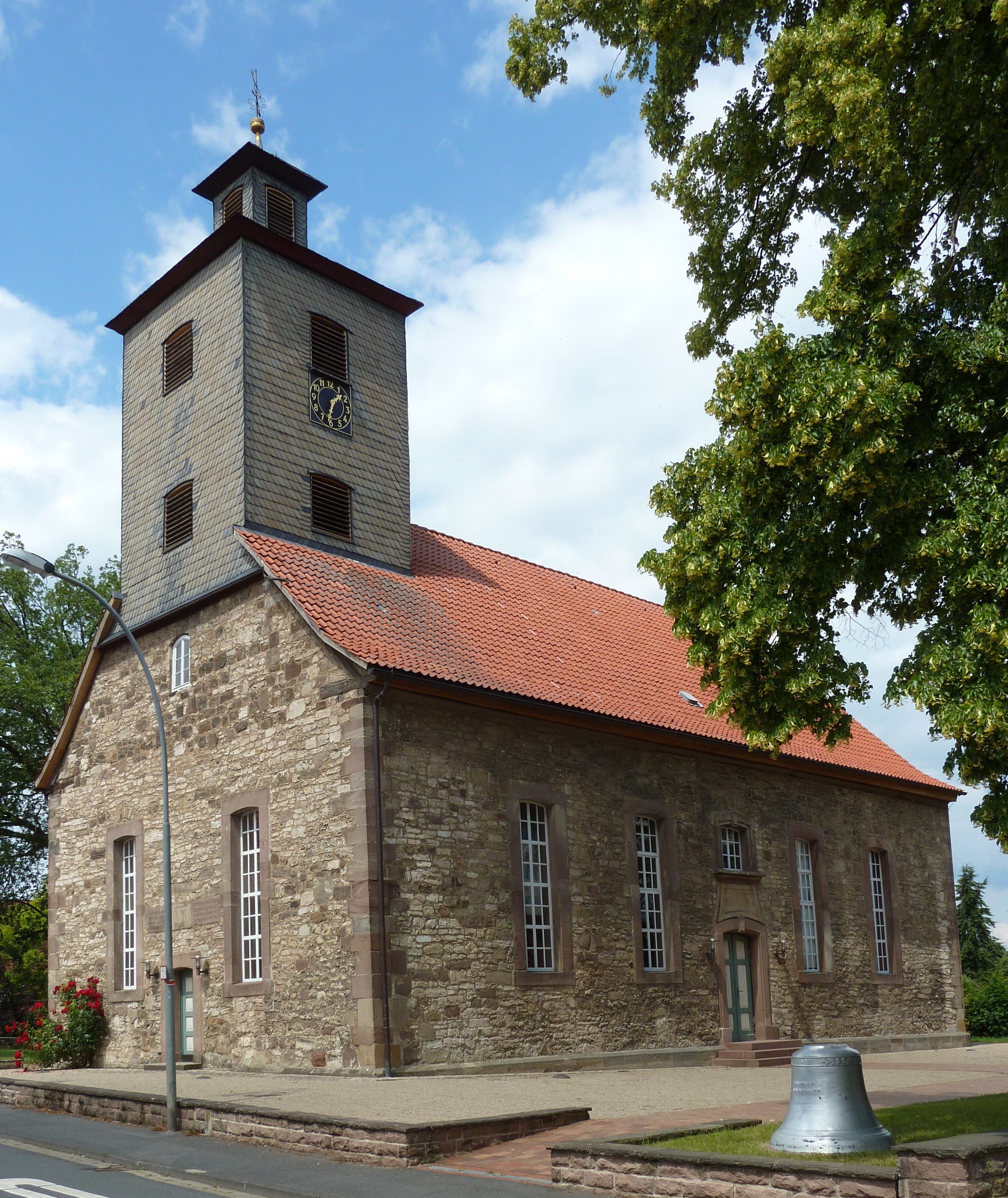
St. Martini

Die evangelisch-lutherische denkmalgeschützte Kirche St. Martini steht in Lenglern, einem Ortsteil der Gemeinde Bovenden im Landkreis Göttingen in Niedersachsen. Die Kirchengemeinde gehört zum Kirchenkreis Göttingen im Sprengel Hildesheim-Göttingen der Evangelisch-Lutherischen Landeskirche Hannovers.

## Baubeschreibung

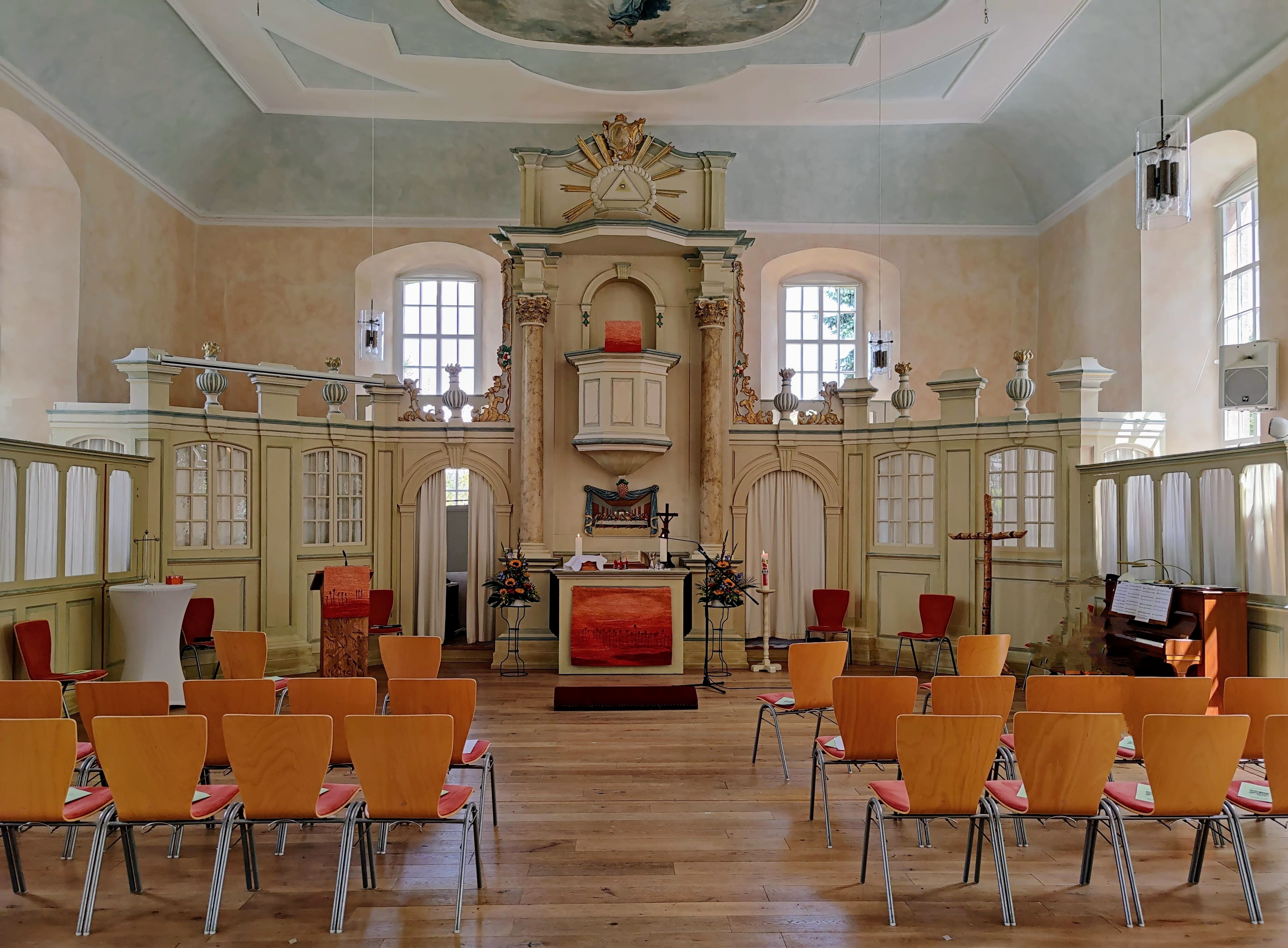
Innenraum

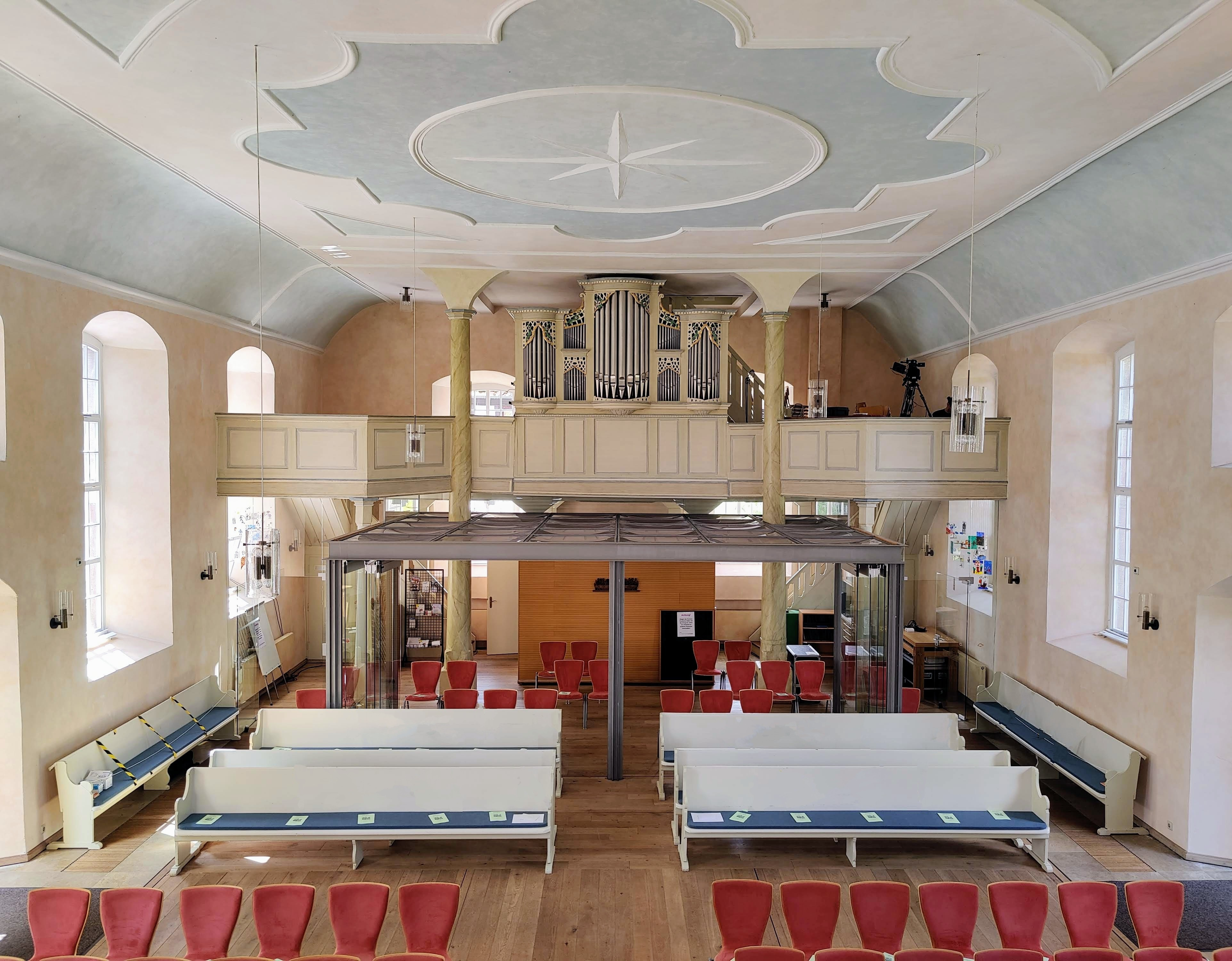
Blick zur Orgel

Die Kirche ist Nachfolgerin der alten Pfarrkirche St. Laurentius, die im 18. Jahrhundert aus Gründen der Baufälligkeit abgerissen wurde. 1780 wurde mit dem Neubau begonnen. Entgegen der üblichen Praxis wurde die Saalkirche nicht geostet, sondern von Süden, wo sich der Dachreiter auf dem Krüppelwalmdach befindet, nach Norden ausgerichtet. Zur Kirchenausstattung gehört ein Kanzelaltar aus der Zeit des Rokoko. Die Orgel mit 14 Registern auf einem Manual und Pedal wurde 1795 von Johann Stephan Heeren gebaut und 1981 von Martin Haspelmath sowie 2020/21 von der Orgelwerkstatt Rotenburg restauriert.
Die Kirche hat drei Glocken.